# IC 2118
IC 2118 (de asemenea cunoscută și ca Nebuloasa Cap de Vrăjitoare, datorită formei sale) este o nebuloasă de reflexie foarte fadă, care poate fi ori rămășița unei supernove antice, ori un nor de gaz iluminat de steaua supergigantă din apropiere, Rigel.